# Vispertal
Vispertal (niem. Vispertal, fr. Vallée de Viège) – dolina w Szwajcarii w kantonie Valais, w Alpach Pennińskich. Odchodzi od doliny Rodanu na południe w miejscowości Visp. Po 7 kilometrach, w miejscowości Stalden, rozdziela się na dwie doliny: zachodnią Mattertal i wschodnią Saastal.

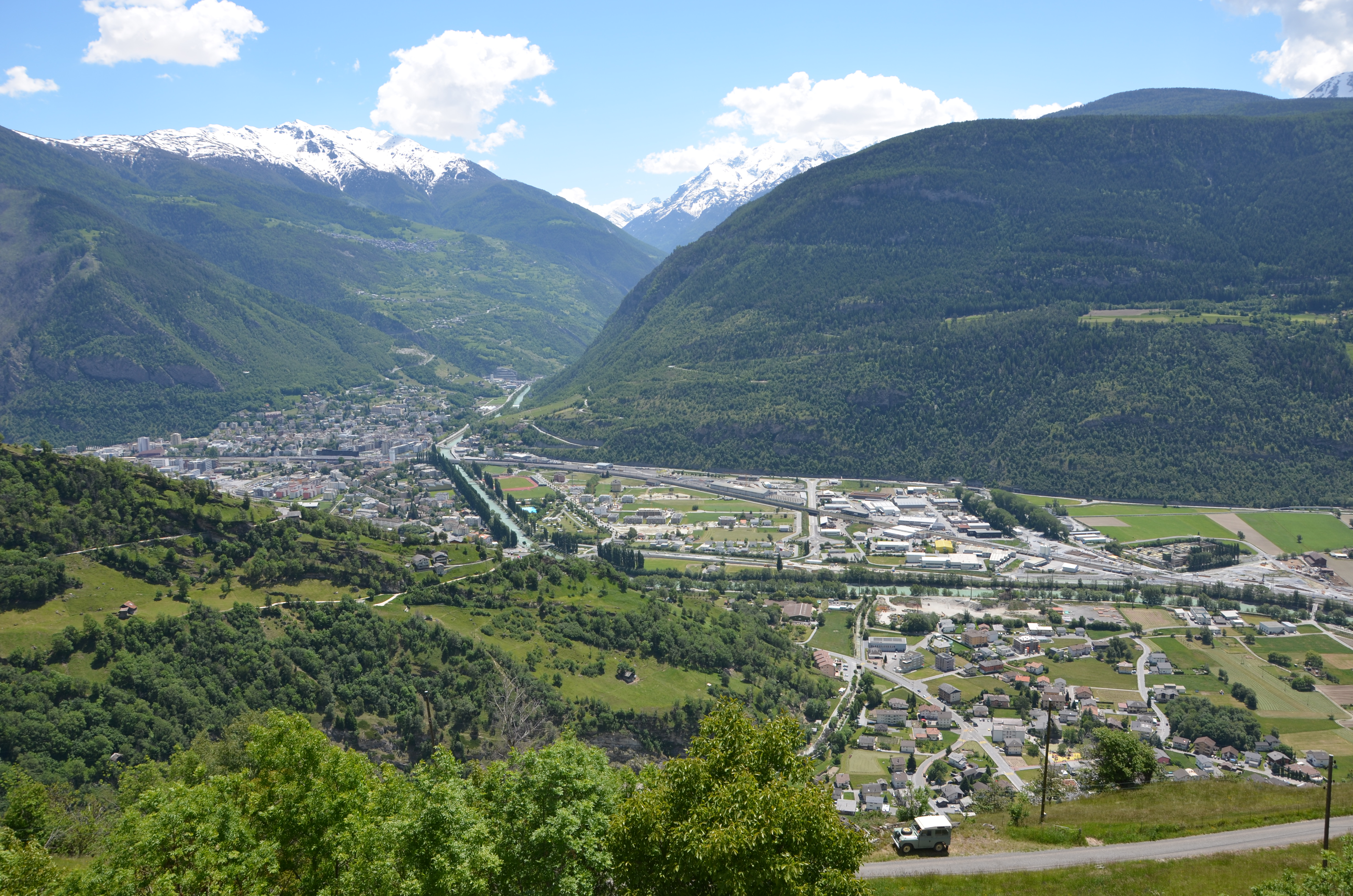
Wylot doliny w Visp

Doliną płynie potok Vispa powstały z połączenia potoków Mattervispa i Saaservispa. Wpada on do Rodanu.
W dolinie znajdują się miejscowości Stalden, Törbel, Zeneggen, Staldenried, Visperterminen i Visp.